# Carlo Bellisomi
Carlo kardinal Bellisomi, italijanski rimskokatoliški duhovnik, škof in kardinal, * 30. julij 1736, Pavia, † 9. avgust 1808, Cesena.

## Življenjepis
29. maja 1763 je prejel duhovniško posvečenje.
11. septembra 1775 je bil imenovan za naslovnega nadškofa Tjane in 20. septembra za apostolskega nuncija v Nemčiji ter 24. septembra 1775 je prejel škofovsko posvečenje.
14. februarja 1785 je bil povzdignjen v kardinala in pectore.
7. maja 1785 je bil imenovan za apostolskega nuncija na Portugalskem.
21. februarja 1794 je bil ponovno povzdignjen v kardinala.
22. septembra 1795 je bil imenovan za nadškofa (osebni naziv) škofije Cesena.
18. decembra 1795 je bil ustoličen kot kardinal-duhovnik S. Maria della Pace in 18. septembra 1807 še za S. Prassede.